# 失落的奧德賽
《失落的奧德賽》，是一款由霧行者和feelplus开发，微软游戏工作室发行的Xbox 360遊戲，屬角色扮演類。游戏講述了四位不死之身為了解開不死之謎，於世上遊歷千年的故事。本作劇情長達4光碟，在發售後以其嚴謹宏大的世界觀、細膩的劇情獲得了多方玩家的一致好評，但續集因種種原因迄今仍未有音信。
游戏于2007年在日本发售，次年在欧美发售。游戏在2016年被加入进Xbox One的Xbox 360游戏兼容列表。

## 角色列表
- 凱姆：不死之身，生命值和攻擊力頗為出色。女兒莉露姆被殺後封鎖了自己的記憶，之後為了解開真相而踏上旅程。
- 瑟絲：具有不死之身的女海盜，攻擊速度佔有優勢。曾與魔獸阿奈拉及兒子賽德以海盜身份遊歷，但在阿奈拉意外死亡後封鎖記憶。為了尋找當年的真凶而踏上旅程。
- 楊森：普通人，四海為家的風流浪子，被烏拉大臣岡卡拉任命監察凱姆、瑟絲二人。在旅程中對敏產生好感。專長使用黑魔法。
- 可克：普通人，凱姆和莎拉的外孫女，專長白魔法。
- 馬克：普通人，可克的弟弟，專長巫術。
- 敏：不死之身，努馬拉的千年女王，專長白魔法。為了保護人民而封鎖自己記憶，之後為了了解真相、守護自己的國家而踏上旅程。
- 莎拉：不死之身，凱姆之妻,專長黑魔法。在女兒莉露姆被殺後封鎖記憶，之後被凱姆一行人解救。
- 賽德：普通人，瑟絲之子。惡名昭彰的大海盜，擅以槍及輔助技能作戰。
- 托爾頓：普通人，第四十五代烏拉王，生性懦弱、屢被利用。

## 關連商品
千年之夢：永遠的旅行者
講談社出版，由重松清所著作，收錄遊戲《千年之夢》。2007年11月20日發售。
ISBN 978-406-21-4370-7

## 評價
| 汇总媒体   | 得分   |
| ---------- | ------ |
| Metacritic | 78/100 |

| 媒体            | 得分   |
| --------------- | ------ |
| 1UP.com         | B+     |
| Destructoid     | 9/10   |
| Edge            | 7/10   |
| Eurogamer       | 8/10   |
| Game Informer   | 8.5/10 |
| Game Revolution | B      |
| GameSpot        | 7.5/10 |
| GameSpy         | [ 9 ]  |
| GameTrailers    | 8.8/10 |
| GameZone        | 8.5/10 |
| IGN             | 8.2/10 |
| PALGN           | 8/10   |
| TeamXbox        | 8.3/10 |
| X-Play          | 3/5    |
| Fami通          | 36/40  |